# Скригалівка (зупинний пункт)
Скригалі́вка — пасажирський зупинний пункт Коростенської дирекції Південно-Західної залізниці (Україна), розташований на дільниці Житомир — Фастів I між зупинними пунктами Волиця (відстань — 4 км) і Нова Волиця (3 км). Відстань до ст. Житомир — 84 км, до ст. Фастів I — 17 км.
Розташований на північній околиці села Дмитрівки Фастівського району.
Відкритий 1954 року.